# トルカータータッソ
トルカータータッソ（Torquator Tasso、2017年4月21日 - ）は、ドイツの競走馬・種牡馬。ドイツ国内でバーデン大賞などを制したほか、2021年の凱旋門賞に優勝した。馬名は16世紀のイタリアの叙事詩人であるトルクァート・タッソに因んでいる。

## 経歴

### 3歳時（2020年）
デビューは遅く、3歳になった2020年5月9日のミュールハイム競馬場でのスペルドルフ賞（未勝利戦・芝2000メートル）で初出走を迎えて4着、続く6月14日のケルン競馬場でのジョージアルヌルレネン（一般戦・芝2200メートル）で初勝利を挙げた。初勝利から間もなくの7月12日にハンブルク競馬場でのドイチェスダービー（G1・芝2400メートル）に登録される。ここでは単勝オッズ23.2倍（222/10）という穴馬扱いであったが、最後の直線で追い上げて勝ち馬インスウープに3/4馬身差の2着に入った。
9月13日にはバーデンバーデン競馬場でのバーデン大賞（G1・芝2400メートル）に出走、1番人気に支持されたが、イギリスからの遠征組バーニーロイとコミュニケの2頭に敗れ3着となった。その次に出走した10月3日ホッペガルテン競馬場でのベルリン大賞（G1・芝2400メートル）で、再び1番人気に支持されると、2番人気のディカプリオを短アタマ差の接戦で破って優勝、初のG1勝ちを収めた。
続く11月8日のミュンヘン競馬場でのバイエルン大賞（G1・芝2400メートル）でG1連勝を狙ったが、単勝23.7倍の伏兵サニークイーンにクビ差の2着と敗れた。

### 4歳時（2021年）
4歳シーズンは6月6日のバーデン経済大賞（G2・ミュールハイム・芝2200メートル）から始動したが、ここでは6着と大敗している。7月3日のハンザ大賞（G2・ハンブルク・芝2400メートル）ではサニークイーンを4馬身半差で破って勝利すると、この競走よりしばらくレネ・ピーヒュレク騎手が鞍上を務めた。ヴァイス調教師はこの勝利の後、国内戦をこなしたのちに凱旋門賞に向かうことをコメントした。
8月8日のベルリン大賞では連覇の懸かるなか1番人気に支持されていたが、イギリスからの遠征馬アルピニスタを2馬身半差捕らえきれず2着に敗れている。続く9月5日のバーデン大賞では1番人気に支持され、それに応えるように同年のドイチェスダービー勝ち馬シスファハンを1馬身差で破って優勝した。
10月3日に迎えた凱旋門賞にはアダイヤーやスノーフォール、タルナワなどといった目を引く強豪が揃い、トルカータータッソは現地フランスのトート・オッズでは単勝70倍、イギリスのブックメーカーからは81倍、日本のJRA発売の最終オッズで110.5倍と完全に大穴扱いを受けていた。この競走でまず先頭を取ったのはブルームで、その先頭を上り坂でアダイヤーが奪い、大外から寄せてきたクロノジェネシスがその側面につけて先団を形成した。トルカータータッソは序盤は先団にいたが、先団争いを避けて馬群中団に下がって道中を進めた。最後の直線に入って、中団に構えていたタルナワやハリケーンレーン、同様に外からトルカータータッソも残り200メートルのところで追い上げて先行集団を抜き去り、最後の50メートルで抜けたトルカータータッソが残り2頭に3/4馬身差をつけてゴールした。ドイツ馬の凱旋門賞勝利は3度目で、2011年のデインドリーム以来のものであった。ヴァイス調教師はレース後に「言葉が出ない。本当に信じられなくて言葉に詰まっています。凱旋門賞挑戦のプランは前年冬から考えていたもので、状態も良かったし、G1も勝ってるし、あとは3着なり6着なりに入ってくれれば幸いと思っていました。馬場は我々好みになってくれたし、レース展開もばっちり思い通りでした」と語った。

### 5歳時（2022年）
5歳シーズンは5月29日のバーデン企業大賞（G2）で始動するも6着惨敗。続く7月2日のハンザ大賞（G2）では後続に3馬身半差をつけ快勝する。
その後、キングジョージ6世&クイーンエリザベスステークスとバーデン大賞では共に2着となった。
連覇をかけて挑んだ凱旋門賞ではアルピニスタの3着に敗れた。この後ジャパンカップへの参戦も検討されていたが、陣営はジャパンカップを回避して現役を引退することを発表した。引退後はドイツで種牡馬となる。

## 競走成績
以下の情報は、netkeiba.com、JRA-VAN Ver. World、及びRacing Postによる。
| 競走日     | 競馬場           | 競走名           | 格 | 距離（馬場）  | 頭 数 | 馬 番 | 人気 | 着順 | タイム  | 着差     | 騎手           | 斤量[kg] | 1着馬（2着馬）     |
| ---------- | ---------------- | ---------------- | -- | ------------- | ----- | ----- | ---- | ---- | ------- | -------- | -------------- | -------- | ------------------ |
| 2020.05.09 | ミュールハイム   | 未勝利戦         |    | 芝2000m（良） | 11    | 10    | 6人  | 4着  |         | 5.1/4    | R.ピーヒュレク | 57.5     | Praetorius         |
| 0000.06.14 | ケルン           | 条件戦           |    | 芝2200m（良） | 8     | 8     | 2人  | 1着  | 2:16.75 | 1        | B.ムルザバエフ | 57       | （Fataliste）      |
| 0000.07.12 | ハンブルク       | 独ダービー       | G1 | 芝2400m（稍） | 19    | 18    | 9人  | 2着  |         | 3/4      | J.ミッチェル   | 58       | In Swoop           |
| 0000.09.13 | バーデンバーデン | バーデン大賞     | G1 | 芝2400m（稍） | 8     | 8     | 9人  | 3着  |         | クビ     | B.ムルザバエフ | 56.5     | Barney Roy         |
| 0000.10.03 | ホッペガルテン   | ベルリン大賞     | G1 | 芝2400m（稍） | 9     | 8     | 1人  | 1着  | 2:33.78 | 短アタマ | L.デロジェ     | 56       | （Dicaprio）       |
| 0000.11.08 | ミュンヘン       | バイエルン大賞   | G1 | 芝2400m（重） | 11    | 9     | 1人  | 2着  |         | クビ     | B.ムルザバエフ | 58       | Sunny Queen        |
| 2021.06.06 | ミュールハイム   | バーデン経済大賞 | G2 | 芝2200m（稍） | 9     | 8     | 3人  | 6着  |         | 5.1/2    | L.デロジェ     | 60       | Kaspar             |
| 0000.07.21 | ハンブルク       | ハンザ大賞       | G2 | 芝2400m（稍） | 6     | 2     | 1人  | 1着  | 2:36.70 | 4.1/2    | R.ピーヒュレク | 60       | （Sunny Queen）    |
| 0000.08.08 | ホッペガルテン   | ベルリン大賞     | G1 | 芝2400m（重） | 8     | 3     | 1人  | 2着  |         | 2.1/2    | R.ピーヒュレク | 60       | Alpinista          |
| 0000.09.05 | バーデンバーデン | バーデン大賞     | G1 | 芝2400m（稍） | 7     | 3     | 1人  | 1着  | 2:29.21 | 1        | R.ピーヒュレク | 60       | （Sisfahan）       |
| 0000.10.03 | パリロンシャン   | 凱旋門賞         | G1 | 芝2400m（重） | 14    | 1     | 13人 | 1着  | 2:37.62 | 3/4      | R.ピーヒュレク | 59.5     | （Tarnawa）        |
| 2022.05.29 | バーデンバーデン | バーデン経済大賞 | G2 | 芝2200m（良） | 7     | 1     | 1人  | 6着  |         | 18       | R.ピーヒュレク | 59       | Alter Adler        |
| 0000.07.02 | ハンブルク       | ハンザ大賞       | G2 | 芝2400m（良） | 6     | 5     | 1人  | 1着  | 2:40.43 | 3.1/2    | R.ピーヒュレク | 60       | （Northern Ruler） |
| 0000.07.23 | アスコット       | KGVI&QES         | G1 | 芝2390m（良） | 6     | 4     | 4人  | 2着  |         | 2.3/4    | R.ピーヒュレク | 61       | Pyledriver         |
| 0000.09.04 | バーデンバーデン | バーデン大賞     | G1 | 芝2400m（稍） | 4     | 3     | 1人  | 2着  |         | アタマ   | L.デットーリ   | 60       | Mendocino          |
| 0000.10.02 | パリロンシャン   | 凱旋門賞         | G1 | 芝2400m（重） | 20    | 2     | 6人  | 3着  |         | クビ     | L.デットーリ   | 59.5     | Alpinista          |

## 血統表
| 馬名の血統                    | 馬名の血統                                                                 | 馬名の血統                                                                 | （血統表の出典）                                                           | （血統表の出典）  |
| 父系                          | サドラーズウェルズ系                                                       | サドラーズウェルズ系                                                       | サドラーズウェルズ系                                                       | [ § 2 ]           |
| 父 Adlerflug ドイツ 栗毛 2004 | 父の父In The Wings イギリス 鹿毛 1986                                      | Sadler's Wells                                                             | Northern Dancer                                                            | Northern Dancer   |
| 父 Adlerflug ドイツ 栗毛 2004 | 父の父In The Wings イギリス 鹿毛 1986                                      | Sadler's Wells                                                             | Fairy Bridge                                                               |                   |
| 父 Adlerflug ドイツ 栗毛 2004 | 父の父In The Wings イギリス 鹿毛 1986                                      | High Hawk                                                                  | Shirley Heights                                                            | Shirley Heights   |
| 父 Adlerflug ドイツ 栗毛 2004 | 父の父In The Wings イギリス 鹿毛 1986                                      | High Hawk                                                                  | Sunbittern                                                                 |                   |
| 父 Adlerflug ドイツ 栗毛 2004 | 父の母Aiyana ドイツ 鹿毛 1993                                              | *ラストタイクーン                                                          | *トライマイベスト                                                          | *トライマイベスト |
| 父 Adlerflug ドイツ 栗毛 2004 | 父の母Aiyana ドイツ 鹿毛 1993                                              | *ラストタイクーン                                                          | Mill Princess                                                              |                   |
| 父 Adlerflug ドイツ 栗毛 2004 | 父の母Aiyana ドイツ 鹿毛 1993                                              | Alya                                                                       | Lombard                                                                    | Lombard           |
| 父 Adlerflug ドイツ 栗毛 2004 | 父の母Aiyana ドイツ 鹿毛 1993                                              | Alya                                                                       | Anatevka                                                                   |                   |
| 母 Tijuana ドイツ 栗毛 2011   | 母の父Toylsome イギリス 栗毛 1999                                          | Cadeaux Genereux                                                           | Young Generation                                                           | Young Generation  |
| 母 Tijuana ドイツ 栗毛 2011   | 母の父Toylsome イギリス 栗毛 1999                                          | Cadeaux Genereux                                                           | Smarten Up                                                                 |                   |
| 母 Tijuana ドイツ 栗毛 2011   | 母の父Toylsome イギリス 栗毛 1999                                          | Treasure Trove                                                             | The Minstrel                                                               | The Minstrel      |
| 母 Tijuana ドイツ 栗毛 2011   | 母の父Toylsome イギリス 栗毛 1999                                          | Treasure Trove                                                             | River Jig                                                                  |                   |
| 母 Tijuana ドイツ 栗毛 2011   | 母の母Tucana ドイツ 栗毛 1999                                              | Acatenango                                                                 | Surumu                                                                     | Surumu            |
| 母 Tijuana ドイツ 栗毛 2011   | 母の母Tucana ドイツ 栗毛 1999                                              | Acatenango                                                                 | Aggravate                                                                  |                   |
| 母 Tijuana ドイツ 栗毛 2011   | 母の母Tucana ドイツ 栗毛 1999                                              | Turbaine                                                                   | Trempolino                                                                 | Trempolino        |
| 母 Tijuana ドイツ 栗毛 2011   | 母の母Tucana ドイツ 栗毛 1999                                              | Turbaine                                                                   | Allegretta                                                                 |                   |
| 母系(F-No.)                   | (FN:9-h)                                                                   | (FN:9-h)                                                                   | (FN:9-h)                                                                   | [ § 3 ]           |
| 5代内の近親交配               | Alya・Allegretta 3x4, Northern Dancer 4x5x5, Mill Reef 5x5, Sharpen Up 5x5 | Alya・Allegretta 3x4, Northern Dancer 4x5x5, Mill Reef 5x5, Sharpen Up 5x5 | Alya・Allegretta 3x4, Northern Dancer 4x5x5, Mill Reef 5x5, Sharpen Up 5x5 | [ § 4 ]           |
| 出典                          | 1. 2. 3. 4.                                                                | 1. 2. 3. 4.                                                                | 1. 2. 3. 4.                                                                | 1. 2. 3. 4.       |

- 半弟にバイエルン大賞の勝ち馬テュネスがいる。